# Copa América Femenina
La Copa América Femenina, nota fino al 2010 come Campeonato Sudamericano de Fútbol Femenino e abbreviato semplicemente come Sudamericano Femenino, è il campionato continentale di calcio femminile, disputato tra le nazionali femminili delle federazioni sudamericane affiliate alla CONMEBOL. Il primo torneo è stato disputato nel 1991 e dal 1998 partecipano tutte e 10 le federazioni della CONMEBOL. 
Con l'edizione 2014 ha assunto la nuova denominazione di Copa América Femenina. Campione in carica è il Brasile, che ha vinto l'edizione 2025 per la nona volta su dieci edizioni disputate; l'unica edizione che le verdeoro non hanno vinto è stata vinta dall'Argentina, in finale contro loro.

## Edizioni
| Anno | Paese ospitante        | Finale    | Finale                | Finale    | Finale terzo posto | Finale terzo posto     | Finale terzo posto     |
| Anno | Paese ospitante        | Vincitore | Risultato             | 2º Posto  | 3º Posto           | Risultato              | 4º Posto               |
| ---- | ---------------------- | --------- | --------------------- | --------- | ------------------ | ---------------------- | ---------------------- |
| 1991 | Brasile                | Brasile   | Girone all'italiana   | Cile      | Venezuela          | 3 squadre partecipanti | 3 squadre partecipanti |
| 1995 | Brasile                | Brasile   | 2 - 0                 | Argentina | Cile               | Girone all'italiana    | Ecuador                |
| 1998 | Argentina              | Brasile   | 7 - 1                 | Argentina | Perù               | 3 - 3 (dts) (5-4 dtr)  | Ecuador                |
| 2003 | Argentina Perù Ecuador | Brasile   | Girone all'italiana   | Argentina | Colombia           | Girone all'italiana    | Perù                   |
| 2006 | Argentina              | Argentina | Girone all'italiana   | Brasile   | Uruguay            | Girone all'italiana    | Paraguay               |
| 2010 | Ecuador                | Brasile   | Girone all'italiana   | Colombia  | Cile               | Girone all'italiana    | Argentina              |
| 2014 | Ecuador                | Brasile   | Girone all'italiana   | Colombia  | Ecuador            | Girone all'italiana    | Argentina              |
| 2018 | Cile                   | Brasile   | Girone all'italiana   | Cile      | Argentina          | Girone all'italiana    | Colombia               |
| 2022 | Colombia               | Brasile   | 1 - 0                 | Colombia  | Argentina          | 3 - 1                  | Paraguay               |
| 2025 | Ecuador                | Brasile   | 4 - 4 (dts) (5-4 dtr) | Colombia  | Argentina          | 2 - 2 (5-4 dtr)        | Uruguay                |

## Statistiche

### Migliori piazzamenti
| Squadra   | Titoli                                                   | 2° posti                   | 3° posti             | 4° posti       |
| --------- | -------------------------------------------------------- | -------------------------- | -------------------- | -------------- |
| Brasile   | 9 (1991, 1995, 1998, 2003, 2010, 2014, 2018, 2022, 2025) | 1 (2006)                   |                      |                |
| Argentina | 1 (2006)                                                 | 3 (1995, 1998, 2003)       | 3 (2018, 2022, 2025) | 2 (2010, 2014) |
| Colombia  |                                                          | 4 (2010, 2014, 2022, 2025) | 1 (2003)             | 1 (2018)       |
| Cile      |                                                          | 2 (1991, 2018)             | 2 (1995, 2010)       |                |
| Ecuador   |                                                          |                            | 1 (2014)             | 2 (1995, 1998) |
| Perù      |                                                          |                            | 1 (1998)             | 1 (2003)       |
| Venezuela |                                                          |                            | 1 (1991)             |                |
| Uruguay   |                                                          |                            | 1 (2006)             | 1 (2025)       |
| Paraguay  |                                                          |                            |                      | 2 (2006, 2022) |

### Partecipazioni e prestazioni nelle fasi finali
Legenda
- 1ª – Campione
- 2ª – Secondo posto
- 3ª – Terzo posto
- 4ª – Quarto posto
- – Nazione ospite
- • – Non partecipa

Per ogni torneo, viene indicata la bandiera del Paese ospite.
| Nazionale | 1991 | 1995 | 1998 | 2003 | 2006 | 2010 | 2014 | 2018 | 2022 | 2025 | Totale |
| --------- | ---- | ---- | ---- | ---- | ---- | ---- | ---- | ---- | ---- | ---- | ------ |
| Argentina | •    | 2ª   | 2ª   | 2ª   | 1ª   | 4ª   | 4ª   | 3ª   | 3ª   | 3ª   | 9      |
| Bolivia   | •    | 5ª   | 9ª   | 6ª   | 10ª  | 7ª   | 10ª  | 7ª   | 9ª   | 10ª  | 9      |
| Brasile   | 1ª   | 1ª   | 1ª   | 1ª   | 2ª   | 1ª   | 1ª   | 1ª   | 1ª   | 1ª   | 10     |
| Cile      | 2ª   | 3ª   | 7ª   | 8ª   | 9ª   | 3ª   | 6ª   | 2ª   | 5ª   | 6ª   | 10     |
| Colombia  | •    | •    | 5ª   | 3ª   | 7ª   | 2ª   | 2ª   | 4ª   | 2ª   | 2ª   | 8      |
| Ecuador   | •    | 4ª   | 4ª   | 5ª   | 5ª   | 5ª   | 3ª   | 10ª  | 7ª   | 8ª   | 9      |
| Paraguay  | •    | •    | 5ª   | 7ª   | 4ª   | 6ª   | 5ª   | 5ª   | 4ª   | 5ª   | 8      |
| Perù      | •    | •    | 3ª   | 4ª   | 8ª   | 9ª   | 9ª   | 9ª   | 10ª  | 9ª   | 8      |
| Uruguay   | •    | •    | 7ª   | 9ª   | 3ª   | 10ª  | 7ª   | 8ª   | 8ª   | 4ª   | 8      |
| Venezuela | 3ª   | •    | 10ª  | 10ª  | 6ª   | 8ª   | 8ª   | 6ª   | 6ª   | 7ª   | 9      |

### Capocannoniere di ogni edizione
| Edizione | Capocannoniere   | Nazionale | Gol |
| -------- | ---------------- | --------- | --- |
| 1991     | Adri             | Brasile   | 4   |
| 1995     | Sissi            | Brasile   | 12  |
| 1998     | Roseli           | Brasile   | 16  |
| 2003     | Marisol Medina   | Argentina | 7   |
| 2006     | Cristiane        | Brasile   | 12  |
| 2010     | Marta            | Brasile   | 9   |
| 2014     | Cristiane        | Brasile   | 6   |
| 2018     | Catalina Usme    | Colombia  | 9   |
| 2022     | Yamila Rodríguez | Argentina | 6   |
| 2025     | Amanda Gutierres | Brasile   | 6   |
| 2025     | Claudia Martínez | Paraguay  | 6   |